# Msemmen
 (février 2022).

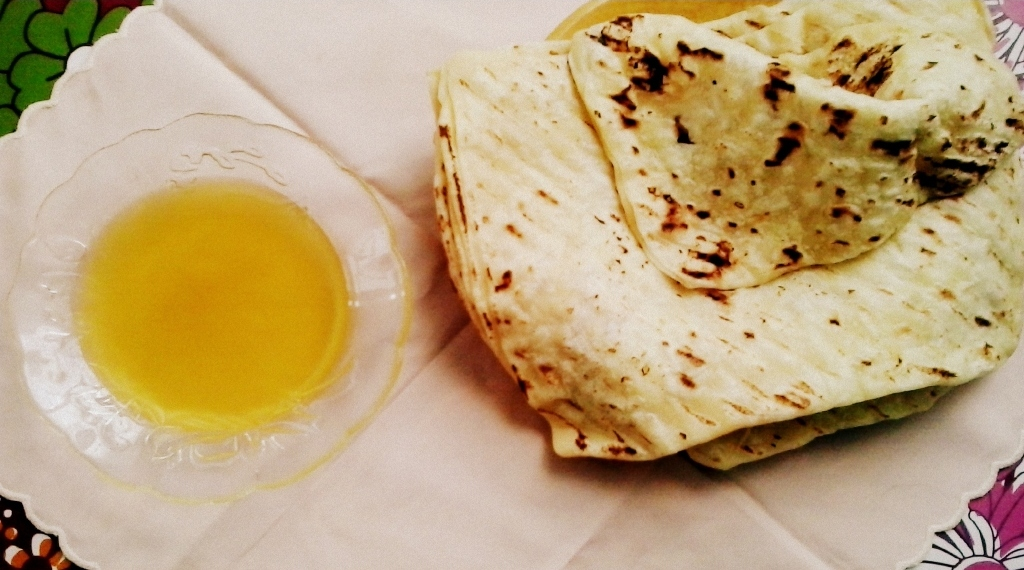
Melaoui avec de l'huile d'olive.

Le msemmen (Arabe : مسمن), également orthographié msemen et m'semen, est une sorte de crêpe feuilletée. Spécialité culinaire du Maghreb, on en trouve des variétés différentes selon les régions, notamment en Algérie, au Maroc et en Tunisie.

## Étymologie
L'origine étymologique du msemmen provient certainement du verbe ⵙⵎⵏⴻⵏⵉ, semneni, « superposer, empiler, accumuler » en berbère. Msemmen veut dire « pâte crêpe feuilletée ».

## Différentes appellations

### Algérie
Hormis l'appellation notoirement connue, msemmen, il existe des appellations différentes selon les régions :
- m'semen, appellation générique utilisée dans tout le pays ;
- msemnette dans la région de l'Aurès (Batna , Khenchela, Oum el Bouaghi) ;
- mtawi (mtaoui) dans le nord-constantinois (Jijel, Skikda, Annaba) ;
- mlawi (mlaoui) à Souk-Ahras, Tébessa ;
- semniyette à Constantine, Skikda, Guelma ;
- timsemnin dans la région du Djurdjura (Tizi-Ouzou, Bouira) et dans la vallée de la Soummam (Béjaïa) ;
- maarek dans la région d'Alger, la Mitidja (Blida) et Boumerdès[6] ;
- medlouk (sans huile) dans la région du Ouarsenis (Chlef, Tissemsilt, Tiaret) ;
- m'chehed (frit à l'huile ou bien cuit sur une plaque appelée tajine avec du beurre) à Tlemcen ;
- amwarak ou mwarqa (littéralement : « feuilleté ») ;
- mahdjouba et mhadjeb dans toute l'Algérie, lorsque le msemmen est farci[réf. nécessaire] traditionnellement d'une préparation à base d'oignon, de tomate, d'ail, de poivron et d'épices ou relevé de harissa ;
- maghyuz (maghyouz) dans la région de l'ouest de la wilaya de Tipaza : Cherchell, Gouraya, Damous allant jusqu'à Bni Houa.

### Maroc
- Melwi (meloui)
- Msemmen
- Rghayf (rghaïf) ou rghayef (rghaïef)
- Lmafruq  ou L-mafruq (Al mafrouq) à Taourirt
- Tighrifin (au singulier taghreft) à Al Hoceïma

### Tunisie
- Mlawi (mlaoui)[7] ou mlewi (mleoui)[8].

### Yémen
- Malawah ou malawa (malaoua)[9]

## Préparation
Il s'agit de crêpes qui présentent la particularité d'avoir une pâte préparée à partir de semoule très fine et d'un peu de farine de blé auxquelles s'ajoute de l'huile d'olive, ce qui leur procure leur goût distinct. Contrairement aux autres recettes de crêpes, les melaoui ne contiennent pas de lait ou d'œufs, remplacés par de l'eau tiède et de l'huile d'olive.
Ils se rapprochent des rghayef, sauf que la pâte des melaoui n'est pas levée ou trouée, et que les rghayef sont généralement dégustés sucrés en dessert.

## Consommation
Dans les pays du Maghreb, il est possible également d'acheter des melaoui directement dans les épiceries.

### Algérie

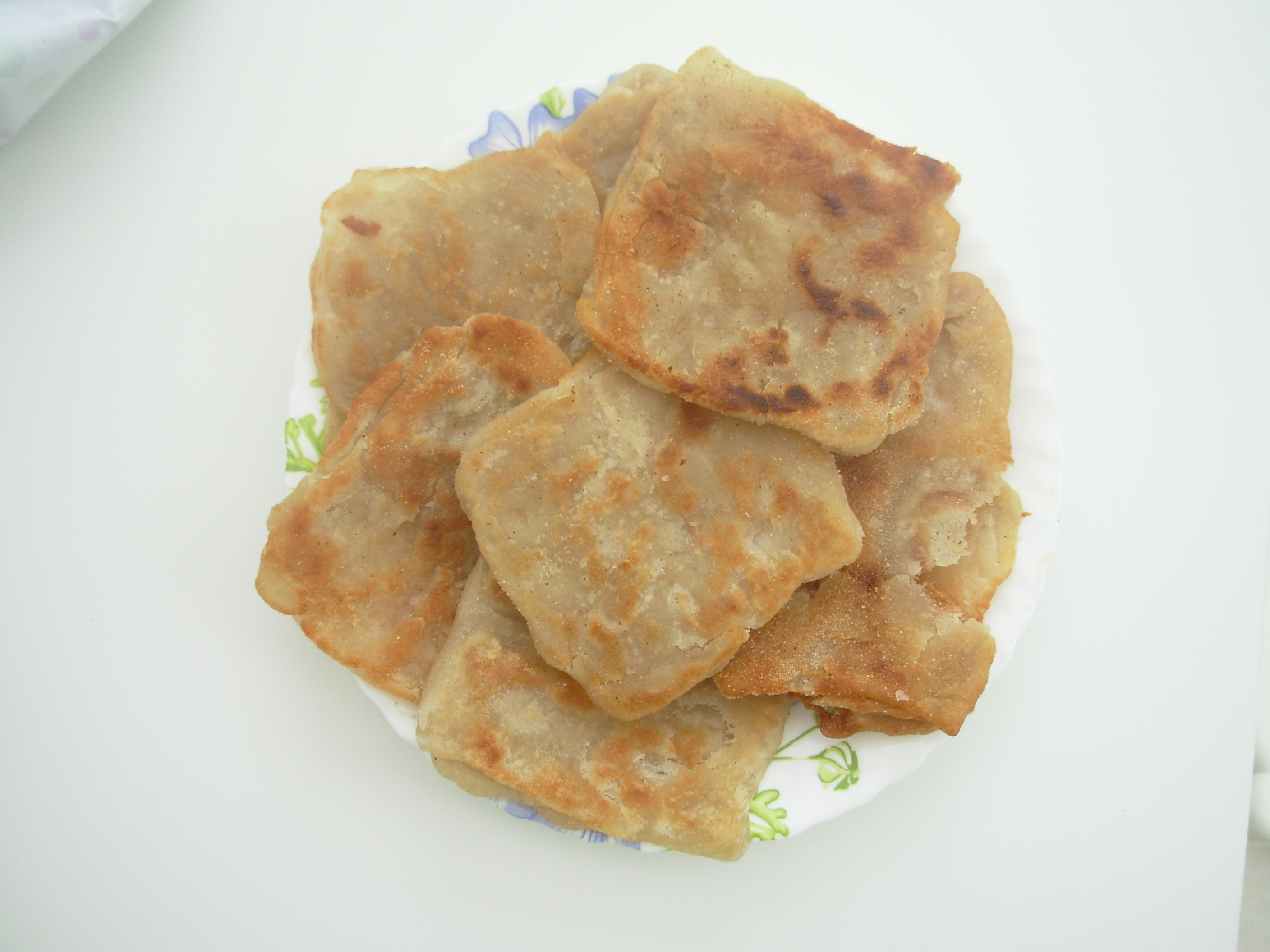
Msemmen.

En Algérie, les msemmen sont servis chauds ou froids, au petit déjeuner ou au goûter, arrosés de miel ou de sucre, garnis d'œufs, ou simplement nature.
Quand on ajoute une farce à base d'oignons, de tomates, de piments, fortement épicée et parfumée — à laquelle on pourrait ajouter soit de la viande hachée, soit du poulet, et des poivrons —, on parle de mahdjouba (au pluriel mhadjeb). On peut s'en servir pour préparer des plats traditionnels comme la chakhchoukha de Biskra[réf. nécessaire].
Dans la région du Ouarsenis, les msemmen sont utilisés pour la préparation du rfiss, un plat où les feuilletés sont découpés grossièrement en morceaux et servis avec des oignons et de la viande de poulet ou de dinde, à l'occasion d'une naissance en l'honneur de la mère. Il existe aussi une variante sucrée du rfiss servie en dessert, où les feuilles de msemmen sont découpées plus finement et saupoudrées de sucre glace et d'éclats d'amandes. Ce mets sucré, préparé à l'occasion d'un mariage (le lendemain des noces des mariés), est souvent accompagné de thé chaud.[réf. nécessaire]
Le msemmen se trouve aussi en Kabylie,.
À Sétif ou encore Tlemcen, les msemmen sont un incontournable de la fête du Mouloud,.
À Oran, le msemmen est particulièrement consommé lors de l'aïd el-Fitr. Il est en outre en concurrence avec la pâtisserie. Il est accompagné de miel ou farci avec des dattes.

### Maroc
Au Maroc, ils sont largement consommés pendant le ramadan, nature ou avec du miel. On peut également se servir de ces galettes pour faire des plats traditionnels comme la rfissa (il faudra alors les découper en petits morceaux).
À Figuig, on rajoute une farce à base d'oignons aux msemmen, que l'on appelle alors mih-mih. Dans le reste du Maroc, les msemmen ou rghayef peuvent être farcis à la viande confite khlii, à la viande hachée, aux légumes, à la graisse épicée, etc. C'est ce qu'on appelle rghayef mâamrine.

### France
Les msemmen sont consommés et appréciés en France,,, en particulier pendant le Ramadan.
Début 2024, le streamer français Zack Nani lance une chaîne de restauration rapide centrée les msemmens,.

## Ailleurs dans le monde
On trouve des mets culinaires similaires ou de la même famille ailleurs dans le monde :
- Le feteer meshaltet en Égypte[8].
- Le paratha en Inde[8].
- Le roti canai ou roti prata en Malaisie et en Inde.
- Le gözleme en Turquie.